# Nathan Banks
Nathan Banks (abreviado Banks) fue un entomólogo, y aracnólogo estadounidense (13 de abril de 1868, Roslyn (Nueva York) - 24 de enero de 1953 (84 años), Holliston (Massachusetts)).
Se especializó en neurópteros, megalópteros, himenópteros y ácaros. Comenzó a investigar en 1880 en el Departamento de Agricultura de los Estados Unidos (USDA). En 1915 publicó el primer libro de texto en inglés sobre los ácaros: A Treatise on the Acarina, Or Mites (Smithsonian Institution, Procceddings of the United States Natural Museum, 1905, 114 páginas).
Nathan Banks, dejó el USDA en 1916 por el Museo de Anatomía Comparada de la Universidad de Harvard, donde comenzó a trabajar en los himenópteros y neurópteros. Es autor de más de 440 publicaciones científicas entre 1890 y 1951.
Se casó con Mary A. Lu Gar, de cuyo enlace nacieron ocho hijos.

## Epónimos
- Banksetosa Chickering, 1946, (Salticidae)
- Anasaitis banksi (Roewer, 1951), (Salticidae)
- Anopsicus banksi (Gertsch, 1939), (Pholcidae)
- Anyphaena banksi Strand, 1906, (Anyphaenidae)
- Carabella banksi Chickering, 1946, (Salticidae)
- Euophrys banksi Roewer, 1951, (Salticidae)
- Hamataliwa banksi (Mello-Leitão, 1928), (Oxyopidae)
- Oedothorax banksi Strand, 1906, (Linyphiidae)
- Terralonus banksi (Roewer, 1951), (Salticidae)
- Theridion banksi Berland, 1920, (Theridiidae)

## Abreviatura (zoología)
La abreviatura Banks  se emplea para indicar a Nathan Banks como autoridad en la descripción y taxonomía en zoología.